# Pablo de la Barra
Pablo de la Barra (Santiago de Chile, 1944) es un director de cine chileno-venezolano.

## Biografía
Hijo del dramaturgo chileno Pedro de la Barra, Pablo de la Barra estudió teatro en la Universidad de Chile, después literatura en la Universidad de California, Berkeley y cine en Laney College de California.
De regreso en Chile, en 1972 trabajó como asistente de dirección en Estado de sitio de Costa-Gavras y como actor en ¡Qué hacer! de Hugo Alarcón. 
Tras el golpe de Estado de Augusto Pinochet contra el gobierno de Salvador Allende, en el que fue asesinado su hermano, huyó de su país hacia Venezuela, ya casi habiendo acabado de rodar Queridos compañeros. Sin embargo, no pudo llevarse consigo el negativo de la película. Ya en Caracas, logra gracias a la mediación de Sonia Pérez, hija del entonces presidente de Venezuela Carlos Andrés Pérez, traer la película a Venezuela. Sin embargo, los negativos de sonido nunca pudieron ser recuperados, por lo que tuvo que doblar y reconstruir la película en Caracas con la ayuda de productoras venezolanas como Bolívar Films, y del entonces presidente de la Cinemateca Nacional, Rodolfo Izaguirre. Finalmente, la película se estrenó en 1977 y llegó a la Quincena de Cineastas del Festival de Cannes.
En 1975 formó parte del equipo que participó en la coproducción chileno-franco-venezolana La batalla de Chile de Patricio Guzmán y en Diálogos de exiliados de Raúl Ruiz. En 1988 dirigió Aventurera, con guion de José Ignacio Cabrujas, sobre grupo de conspiradores prepara un atentado contra el presidente Rómulo Betancourt, y que fue galardonada en el Festival de Cine de La Habana y nominada al Goya a la mejor película extranjera de habla hispana.
No volvería a dirigir ningún otro largometraje hasta 1995, cuando realizó Antes de morir, película policiaca que fue exhibida en La Cita de Biarritz en 1998. En 2013 realizó la comedia de coproducción hispano-venezolana La Ley. En 2024 estrena Los herederos.
Ha creado la empresa Pablo de la Barra Estrategias Comunicacionales CA, especializada en trabajos para cine, radio y televisión donde se incluyen largometrajes, series de televisión, spots publicitarios o documentales.
En 2024 Queridos compañeros es seleccionada para el Festival Internacional de Cine de Róterdam.

## Filmografía
- 1977: Queridos compañeros
- 1980: Ventuari, un lugar de libertad
- 1988: Aventurera
- 2000: Antes de Morir
- 2013: La Ley
- 2024: Los herederos